# Estância de Esqui da Serra da Estrela
A Estância de Esqui da Serra da Estrela é uma estância de esqui situada na freguesia de Loriga, Serra da Estrela, município de Seia, Distrito da Guarda, Portugal.

## Galeria

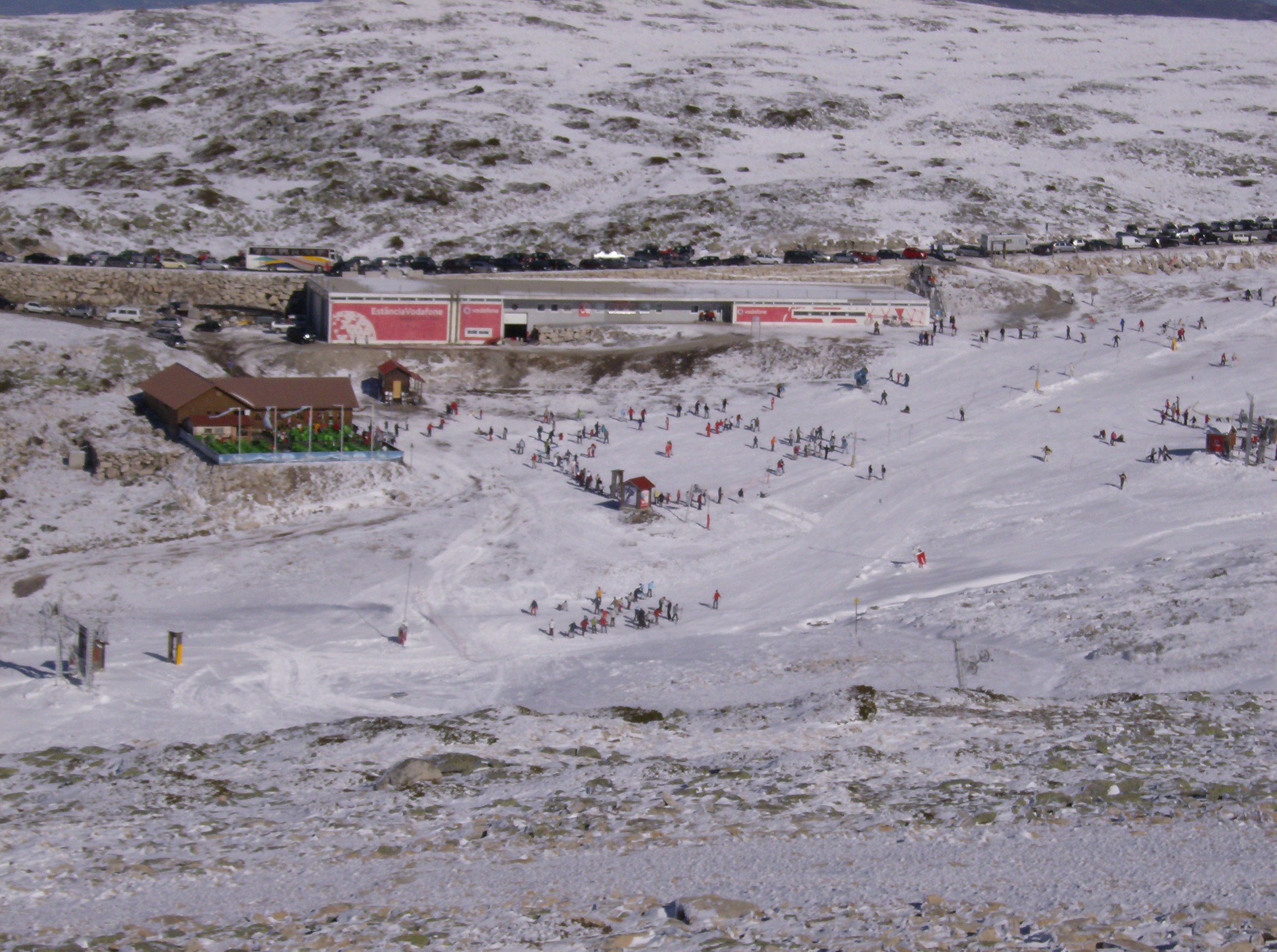
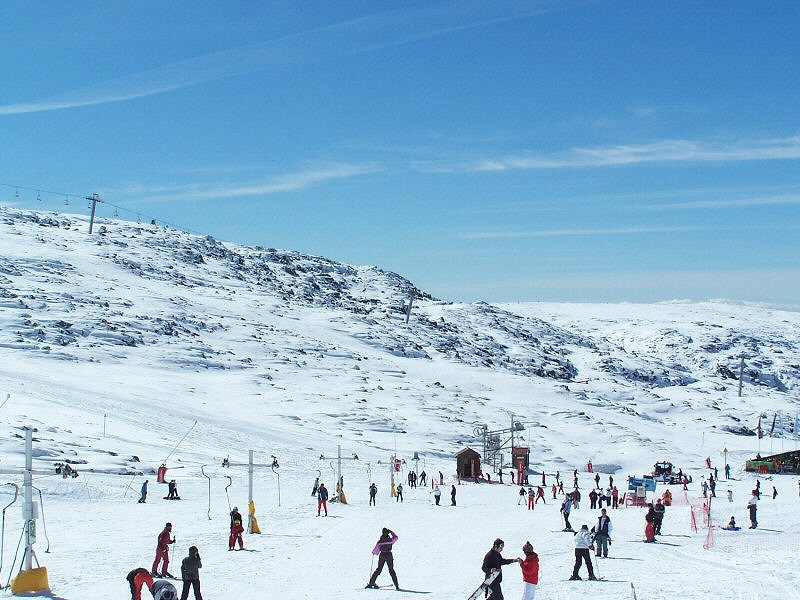
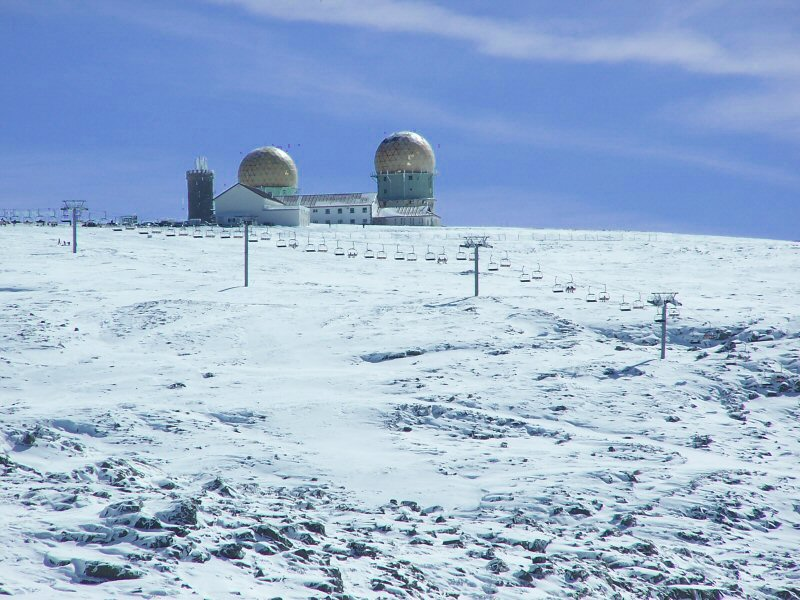

## Descrição
Esta pequena estância de esqui está localizada na Serra da Estrela, próxima à Torre, o ponto mais elevado de Portugal continental, situada no município de Seia, dentro do Parque Natural da Serra da Estrela e da freguesia de Loriga, a uma altitude aproximada de 2.000 metros, na parte mais alta. A área urbana mais próxima da estância é a cidade da Covilhã, distante cerca de 20 km, e os alojamentos mais próximos estão situados na localidade de Penhas da Saúde, a cerca de 10 minutos de distância.
Coberta por um manto de neve de Dezembro a Abril, auxiliada também por canhões que produzem neve artificial, a estação de esqui possui infraestruturas para a prática de desportos de inverno e modernas telecadeiras. É possível alugar equipamentos para a prática de esqui e snowboard neste local.
Esta estância de esqui possui 9 pistas, com um total de 6,1 km, consideradas boas para esquiadores iniciantes, mas também há pistas para esquiadores mais avançados. Sua cota mínima é de 1.854 metros de altitude, e a máxima é de 1.984 m.
A estância é propriedade do operador turístico Turistrela Hotels & Experiences. Atualmente o grupo detém, em exclusivo, a exploração turística acima da cota dos 800 metros de altitude, na Serra da Estrela.
A partir de 2005, a empresa britânica de telecomunicações Vodafone patrocinou durante alguns anos a estância de esqui e também foi responsável por melhorias na mesma.

## Serviços
A Estância de Esqui da Serra da Estrela dispõe de uma escola de esqui e snowboard, serviço de aluguer de equipamento, posto médico e uma cafetaria com esplanada junto às pistas. O estacionamento no local é gratuito.